# Roberto la Douceur
Pour plus de détails, voir Fiche technique et Distribution.
Roberto la Douceur (El suavecito) est une comédie dramatique mexicaine réalisée par Fernando Méndez et sortie en 1951.
En juillet 1994, le film est inclus dans la liste établie par la revue Somos des 100 meilleurs films mexicains de tous les temps.

## Synopsis
Dans un quartier de Mexico, le proxénète Roberto, dit "El suavecito", vit avec sa mère Chole. Ils ont pour voisins la jeune Lupita et son père, paralysé. Roberto revient d'Acapulco où il a exploité des dames, et rend la vie impossible à Lupita. Roberto est constamment accompagné de son ami Carlo, qui passe son temps à escroquer ses adversaires dans la salle de billard, mais qui travaille en même temps pour l'organisation criminelle d'« El Nene ». Lui et ses deux acolytes commettent des exactions dans la discothèque qu'ils fréquentent. Un rival apparaît, un chauffeur de taxi qui tombe amoureux de Lupita et lui fait comprendre que Roberto n'est pas fait pour elle.

## Fiche technique
- Titre français : Roberto la Douceur[2]
- Titre original mexicain : El suavecito[3]
- Réalisation : Fernando Méndez
- Scénario : Eduardo Landeta, Matilde Landeta
- Photographie : José Ortiz Ramos
- Montage : Carlos Savage
- Musique : Gustavo César Carrión
- Décors : Jesús Bracho
- Production : Ángel de la Fuente
- Société de production : Cinematográfica Intercontinental
- Pays de production :  Mexique
- Langue originale : espagnol
- Format : Noir et blanc - Son mono
- Genre : Comédie dramatique
- Durée : 89 minutes
- Date de sortie : 
  - Mexique : 3 août 1951
  - France : 14 juin 2023[2]

## Distribution
- Víctor Parra (es) : Roberto Ramírez, dit « El Suavecito »
- Aurora Segura (en) : Guadalupe, dite « Lupita »
- Dagoberto Rodríguez (es) : Carlos Martínez
- María Ameli de Torres : Doña Chole, la mère de Roberto
- Eduardo Arozamena (es) : le père de Lupita
- Enrique del Castillo : Luis, dit « El Nene »
- Gilberto González (es) : un sbire de Nene
- Manuel Donde : un sbire de Nene
- Federico « El Pichirilo » Curiel : « El Brillantina »
- Jacqueline Evans (en) : la maitresse américaine de Roberto
- Alicia Gamboa : « La Popotes », l'entraineuse de cabaret qui mord Roberto à la main
- Rosa María Ladrón de Guevara : Olga, l'entraineuse de cabaret qui se fait assassiner
- Amada Dosamantes : la fille qui danse avec Roberto lors de la fête
- José Muñoz : le commissaire

## Production
La production de ce film s'est déroulée dans les studios Azteca et dans des lieux de la ville de Mexico tels que la gare routière Occidente. Il a été projeté pour la première fois au cinéma Palacio Chino le 3 août 1951.

## Accueil critique
Ce film est classé 38e dans la liste des 100 meilleurs films mexicains, selon l'opinion de 25 critiques et spécialistes du cinéma mexicain, publiée par le magazine somos en juillet 1994.
Le critique Tomas Pérez a décrit le personnage El suavecito comme l'un des plus complets et complexes du cinéma mexicain de l'époque ; il a également reconnu le réalisateur Fernando Méndez comme l'un des trois meilleurs artisans du cinéma mexicain de ces années-là pour la rythmique de ses films tant que pour ses plans, qu'il qualifie d'adéquats.